# Piggy D.
Matt Montgomery (16 de noviembre de 1975), conocido como Piggy D., es un músico estadounidense, guitarrista de Wednesday 13 y bajista de Rob Zombie. También ha colaborado con artistas como Alice Cooper y el guitarrista John 5, y ha grabado algunos álbumes como solista.

## Discografía

### Con Wednesday 13
- 2005: Transylvania 90210: Songs of Death, Dying, and the Dead

### Con John 5
- 2007: The Devil Knows My Name

### Con Rob Zombie
- 2007: Zombie Live
- 2010: Hellbilly Deluxe 2
- 2013: Venomous Rat Regeneration Vendor
- 2015: Spookshow International Live

### Con Alice Cooper
- 2009: "Keepin' Halloween Alive"
- 2011 "Welcome 2 My Nightmare"

### Solista
- 2007: "The Evacuation Plan"
- 2010: "Can't Blame You" - Single
- 2011: "God Save The Queen Bee" - Single
- 2011: "Locust Dance" - Single
- 2011: "1975" - Single
- 2012: "Repeat Offender - The Singles and Remix Collection"

### The Haxans
- 2012 "Cold Blood" - Single
- 2012 "Black Cat Bone - Single

### The Doom Party
2013 "The Last Party" - Single